# Hadise
Hadise Açıkgöz (Mol, Bélgica; 22 de octubre de 1985), más conocida cómo Hadise, es una cantante y presentadora de televisión belga de origen turco.
Sus mayores éxitos son "Stir Me Up", "Deli Oğlan" y "Prenses".
Hadise saltó a la fama en 2003 cuando entró en la versión flamenca de Pop Idol, a la edad de 17 años. Aunque no ganó, consiguió un contrato para grabar un disco. Más tarde lanzó su álbum de debut Sweat, tanto en Bélgica como en Turquía. En 2008 Hadise lanzó otro álbum llamado Hadise. El disco alcanzó el número 3 en las listas belgas y turcas.
Hadise representó a Turquía en el Festival de la Canción de Eurovisión 2009 con "Düm Tek Tek" obteniendo el puesto número 4 con 177 votos.

## Biografía
Hadise nació el 22 de octubre de 1985 en Bélgica en un pueblo llamado Mol, cerca de Amberes. El nombre de Hadise, que significa "un caso" o "acontecimiento", fue idea de su abuelo. En realidad, Hadise, iba a ser el nombre de su hermana mayor, pero no fue así ya que la carta que había enviado su abuelo (con el nombre) a sus padres, llegó cuando su hermana ya había nacido, así qué decidieron que Hadise sería el nombre de su segunda hija.
Desde muy pequeña, Hadise quiso dedicarse a la música y por eso, con 17 años decidió participar en el Pop Idol belga.
Hadise habla varios idiomas; turco, holandés, inglés, francés y alemán. Hadise mostró su capacidad para hablar idiomas cuando apareció en el İbo Show el 20 de junio de 2008
Hadise es amiga de la cantante, Kate Ryan.

## Sweat
Poco después de su aparición en Idool 2003, Hadise recibió una llamada telefónica de Johan Hendrickx, el gerente de 2Brain records, ya que quedó impresionado con su actuación en el programa y se le ofreció un contrato para grabar un álbum. Más tarde lanzó su álbum de debut Sweat , en noviembre de 2005 para el que trabajó con Yves Gaillard para producir el álbum. Los mejores éxitos del álbum son "Stir Me Up", "Milk Chocolate Girl", "Ain't No Love Lost" y "Bad Boy". El álbum también incluye el sencillo "Sisters", que se dedicó a sus hermanas, Hülya y Derya.
Durante la promoción del álbum debut de Hadise en Turquía, Hadise se  presentó en Popstars, este fue un gran éxito para Hadise, ya que el programa atrae a una audiencia media de veinte millones de personas por semana. Apareció en varias revistas turcas tales como Esquire, Tempo y Aktüel.

## Discografía

### Álbumes
- Sweat, (2005)
- Hadise (2007)
- Fast Life (2009)
- Kahraman (2009)
- Aşk Kaç Beden Giyer? (2011)
- Tavsiye (2014)
- Şampiyon (2017)

### Sencillos
- Stir Me Up (2004)
- Bad Boy (2005)
- Milk Chocolate Girl (2006)
- My Body (2007)
- Deli Oglan (2008)
- Düm Tek Tek (2009)
- Fast Life (2009)
- Kahraman (2009)
- Evlenmeliyiz (2009)
- Superman (2011)
- Aşk Kaç Beden Giyer? (2011)
- Mesajimi Almistir O (2012)
- Biz Burdayiz (2012)
- Visal (2013)
- Nerdesin Aşkim (2014)
- Prenses (2014)
- Yaz Günü (2015)
- Bu Aralar (2016)
- Sıfır Tolerans (Versión Acústica) (2018)
- Geliyorum Yanına (2019)
- Düm Tek Tek (Relanzamiento) (2020)
- Küçük Bir Yol (2020)
- Aşka Kapandım (2021)
- Hay Hay (2021)
- Coş Dalgalan (2021)

| Predecesor: "Deli" Mor ve Ötesi | Turquía en el Festival de Eurovisión 2009 | Sucesor: "We could be the same" maNga |